# Billy Boy
Billy Boy è un film del 1970, diretto da Robert Henry Mizer al suo esordio nel lungometraggio. La storia è basata sul racconto A Warmer Winter di Jaque Renauld. Il film pur contenendo scene al limite dell'hardcore e parecchie erezioni visibili, è da considerarsi un softcore seppur molto spinto.

## Trama
Billy, un giovanotto tormentato, viene salvato da un pestaggio da parte della polizia da un uomo più anziano che lo accoglie. Mentre Billy inizia a cadere sotto l'influenza di un delinquente, le sue lealtà nei confronti del suo amico vengono messe a dura prova.